# ウラジーミル・ポドレゾフ
ウラジーミル・ポドレゾフ（Vladimir Podrezov、1994年1月27日 - ）は、ロシアのラグビーユニオン選手。

## プロフィール
- ロシア・カリーニングラード出身。
- ポジションはプロップ(PR)。
- 身長 185cm、体重 122kg
- ロシア代表キャップは35（2021年9月現在）でラグビーワールドカップ2019のロシア代表に選ばれた[1]。

## 略歴
VVAポドルスクを経て、2021年、ロンドン・アイリッシュに加入。